# Temporada 1971-1972 del Liceu
A la temporada 1971-1972 retornà Pavarotti després del fracàs de 1963. Va protagonitzar dos títols, La bohème, al costat de Montserrat Caballé, i Lucia di Lammermoor, al costat de Cristina Deutekom. El Pavarotti que va venir ja era una figura, però el públic no va acabar de reconèixer el que tot el món reconeixia i Pavarotti, tot i no passar pels problemes del seu debut, no va rematar la feina.
| Temporada 1971-1972 del Liceu |                         |                       |                   | |           |                                |  |  |
| Òpera                         | Compositor              | Director musical      | Director d'escena | Papers principals | Producció | Dates                          |  |  |
| Rigoletto                     | Giuseppe Verdi          | Ino Savini            | Enrico Frigerio   | Cornell MacNeil, Carlo Bergonzi (11, 16) / Josep Carreras (14, 20), Eileen Schelle, Harry Dworchak, Joyce Blackham, Harry Dworchak, Enric Serra                                |           | 11, 14, 16 i 26 de novembre    |  |  |
| Manon Lescaut                 | Giacomo Puccini         | Anton Guadagno        | Irving Guttman    | Virginia Zeani, Attilio D'Orazi, Plácido Domingo, Dídac Monjo, José Manzaneda, Eduard Soto, Josep Ruiz, Mildred Tyree, Enric Serra, Rafael Campos                              |           | 18, 22, 25 desembre            |  |  |
| L'italiana in Algeri          | Gioacchino Rossini      | Gianfranco Masini     | Vittorio Patanè   | Gianni Socci, Giovanna Di Rocco (1), Fulvia Ciano (5, 9), Enid Hartle, Antoni Borràs, Vittorio Terranova, Lucia Valentini-Terrani, Walter Monachesi (1), Claudio Giombi (5, 9) |           | 1, 5, 9 desembre               |  |  |
| Pagliacci                     | Ruggero Leoncavallo     | Anton Guadagno        |                   | Nancy Stokes, Sherrill Milnes, José Manzaneda, Vicenç Sardinero, Pedro Lavirgen                                                                                                |           | desembre                       |  |  |
| Anna Bolena                   | Gaetano Donizetti       | Carlo Felice Cillario |                   | Vasso Papantoniou, Bianca Berini, Maurizio Mazzieri |           | desembre                       |  |  |
| I Puritani                    | Vincenzo Bellini        | Renato Sabbioni       | Dídac Monjo       | Eduard Soto, Carlo Micalucci, Luciano Saldari, Vicenç Sardinero (11, 14), Attilio D'Orazi (19), José María Cabellud, Rosa Maia Ysàs, Cristina Deutekom                         |           | 11, 14, 19 de desembre         |  |  |
| Don Carlo                     | Giuseppe Verdi          | Anton Guadagno        |                   | Bruno Prevedi, Vicenç Sardinero, Montserrat Caballé, Shirley Verrett, Bonaldo Giaiotti, Giovanni Gusmeroli, Joan Pons                                                          |           | gener                          |  |  |
| Ernani                        | Giuseppe Verdi          | Luigi Toffolo         | Giuseppe Giulano  | Emma Renzi, Gianfranco Cecchele, Peter Glossop, Peter Lagger, Gianna Lollini, Josep Ruiz, Joaquim Poch                                                                         |           | 19 de gener                    |  |  |
| Der fliegende Holländer       | Richard Wagner          | Taijiro Jimori        | Wolfgang Blum     | Karl-Heinz Herr, Elisabeth Schreiner, Wilfried Badorek, Regine Fonseca, Raimund Gilvan, Robert Lauhöfer                                                                        |           | 10, 12 i 16 de febrer          |  |  |
| La bohème                     | Giacomo Puccini         | Carlo Felice Cillario |                   | Montserrat Caballé, Luciano Pavarotti, Vicenç Sardinero, Nancy Stokes |           |                                |  |  |
| Lucia di Lammermoor           | Gaetano Donizetti       | Franco Ferraris       |                   | Luciano Pavarotti, Cristina Deutekom, Juan Galindo, Carlo del Bosco |           |                                |  |  |
| Don Carlo                     | Giuseppe Verdi          |                       |                   | Vicenç Sardinero |           |                                |  |  |
| Werther                       | Jules Massenet          | Paul Éthuin           | Gabriel Couret    | Jaume Aragall, Vicenç Sardinero, Giovanni Gusmeroli, Josep Ruiz, Rafael Campos, Biserka Cvejić                                                                                 |           | 29 de desembre, 2 i 6 de gener |  |  |
| Luisa Miller                  | Giuseppe Verdi          | Adolfo Camozzo        |                   | Montserrat Caballé, Josep Carreras, Peter Glossop, Joyce Blackham, Maurizio Mazzieri                                                                                           |           | 10 de gener                    |  |  |
| La forza del destino          | Giuseppe Verdi          | Ino Savini            |                   | Raina Kabaivanska, Carlo Bergonzi / Pedro Lavirgen, Nicolae Herlea, Gwynne Howell, Joyce Blackham, Claudio Giombi                                                              |           |                                |  |  |
| Doña Francisquita             | Amadeu Vives            |                       |                   | Pedro Lavirgen |           |                                |  |  |
| Les noces de Fígaro           | Wolfgang Amadeus Mozart | Mladen Bašić          | Vittorio Patanè   | Hans-Otto Kloose, Vivianne Thomas, Ángeles Chamorro, Franz Lindauer, Agnes Baltsa, Dolores Cava, Antoni Borràs, José Manzaneda, Dídac Monjo, Maria Rosa Casals, Enric Serra    |           |                                |  |  |